# Хереније Етрускус
Квинт Хереније Етрускус Месије Деције (лат. Quintus Herennius Etruscus Messius Decius; око 227 — Абрит, 1. јул 251) је био римски цар 251. године, током заједничке владавине са својим оцем, Децијем Трајаном. Цар Хостилијан био је његов млађи брат.
Хереније је рођен у провинцији Панонији, током војничке службе свог оца. Његова мајка је била Херенија Етрусцила, из познате сенаторске фамилије. Хереније је пратио оца као војни трибун у ратном походу 248. године, када се Деције Трајан, по наређењу цара Филипа Арабљанина, разрачунавао са једном војном побуном на дунавском лимесу. Деције је имао успеха у овом рату, али се и сам побунио против цара наредне године. Трупе су га извикале за цара и Деције Трајан је кренуо према Италији и победио царске трупе код Вероне или код Бероја (у данашњој Албанији). У Италији, када је завладао Деције Трајан, Хереније Етрускус је добио титулу принцепс јувентутис (лат. princeps iuventutis) чиме је формално проглашен за наследника престола.
Почетком 251. године, Деције је доделио Херенију Етрурску титулу Августа, унапређујући га тако у ранг савладара. Те године Хереније Етрускус је био и конзул. Отац и син, као савладари, напали су Остроготе, да би их казнили због њихових пљачкашких упада. Хостилијан је тада остао у Риму. Међутим, остроготски вођа Книва тешко је поразио Римљане, који су били поражени и у бици код Абрита. Хереније Етрускус је тада погинуо, погођен непријатељском стрелом. Деције је преживео, али су га истог дана убили његови војници. Хереније Етрускус је био први римски цар којег су непријатељи убили у бици.
Кад су вести о поразу стигле, војска је извикала Требонијана Гала за римског цара. Али, владавина Хостилијана је ипак потрајала још неко време, пре него што је страдао од куге.